# Frostastaðavatn
Frostastaðavatn is een door lava omgeven meer in IJsland. Het ligt in het desolate IJslandse binnenland, niet ver van de bekende gekleurde bergen van Landmannalaugar, de kleurrijke Ljótipollur en de vulkaan Hekla. De invloed van vulkanisme is merkbaar aan de groene en blauwe kleur van het water, iets wat wel vaker het geval is bij meren die gelegen zijn in de buurt van actieve vulkanen. Er lopen twee wegen langs de oever van het Frostastaðavatn meer: de Fjallabaksleið ook wel aangeduid als weg nummer F 208 en de Landmannaleið of weg nummer F 225.